# テン・アメリカン・ペインターズ

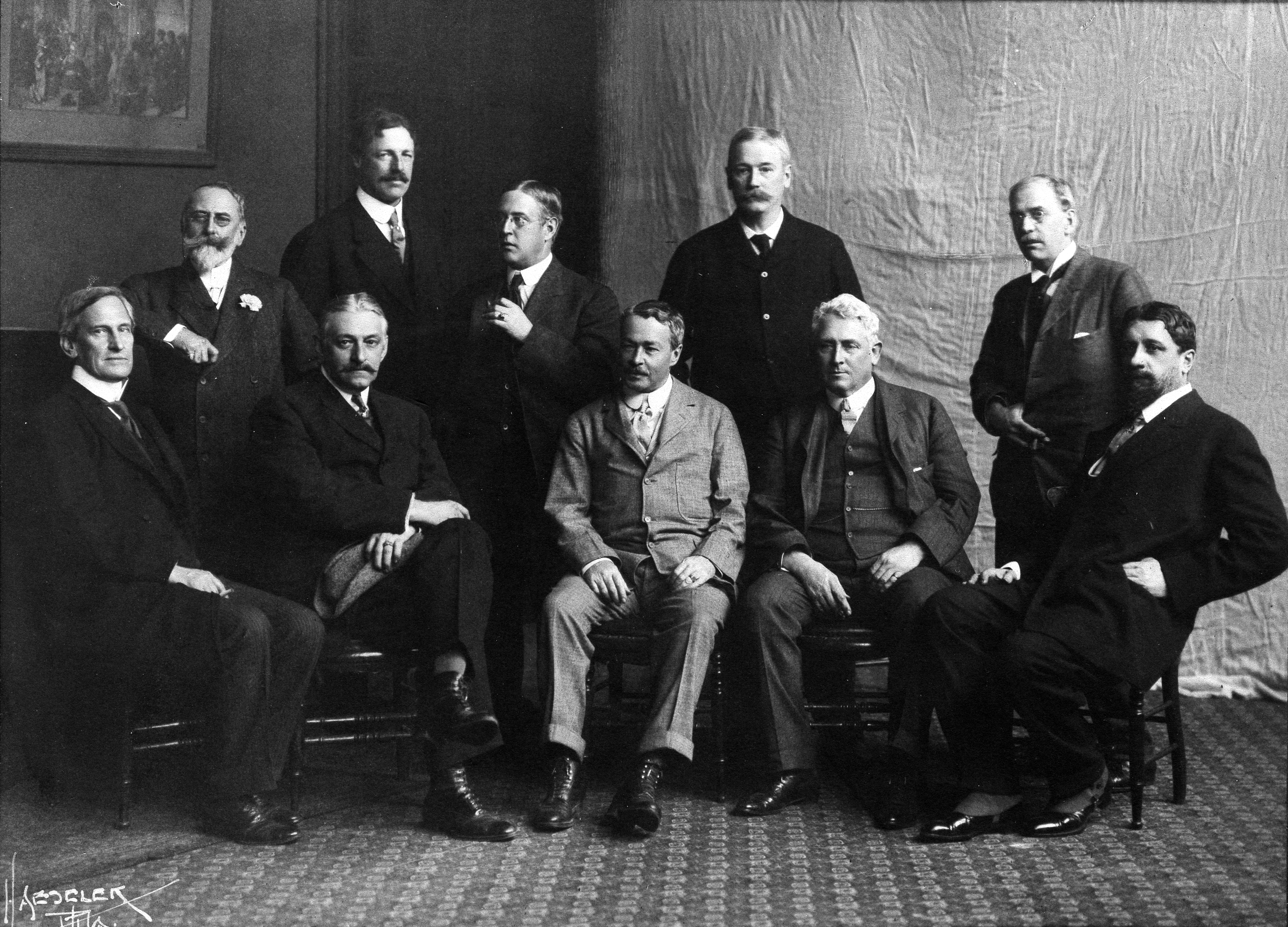
1908年のメンバー

テン・アメリカン・ペインターズ（Ten American Painters）通称「The Ten」は1898年に結成され20年間ほど展覧会活動をしたアメリカ合衆国の美術家グループである。

## 概要
ジョン・ヘンリー・トワックトマン、フレデリック・チャイルド・ハッサム、ジュリアン・オールデン・ウィアーが結成を推進し、1898年に結成された。アメリカの美術界の保守性に対抗するために3人はニューヨークやボストンなどの東海岸の画家たちからメンバーを集め10人の画家からなるグループが結成された。
創立メンバーは主にフランスで学んだ画家たちで、1870年代にフランスでおきた印象派の運動にアメリカの美術界が批判的であったことなどに対抗する動きでもあった。20年ほどニューヨーク、ボストンなどの東海岸の都市で展覧会を開いた。最初の展覧会は、人気があり、批評家のにも評価が高かった。
創立メンバーは後述の10人で、ウィンスロー・ホーマーは入会の勧誘を断り、アボット・ハンダーソン・セイヤー（Abbott Handerson Thayer:1849-1921)は入会を了承したが最初の展覧会までに脱会した。1902年にトワックトマンが没した後、ウィリアム・メリット・チェイスがメンバーに加わった。

## メンバーと作品

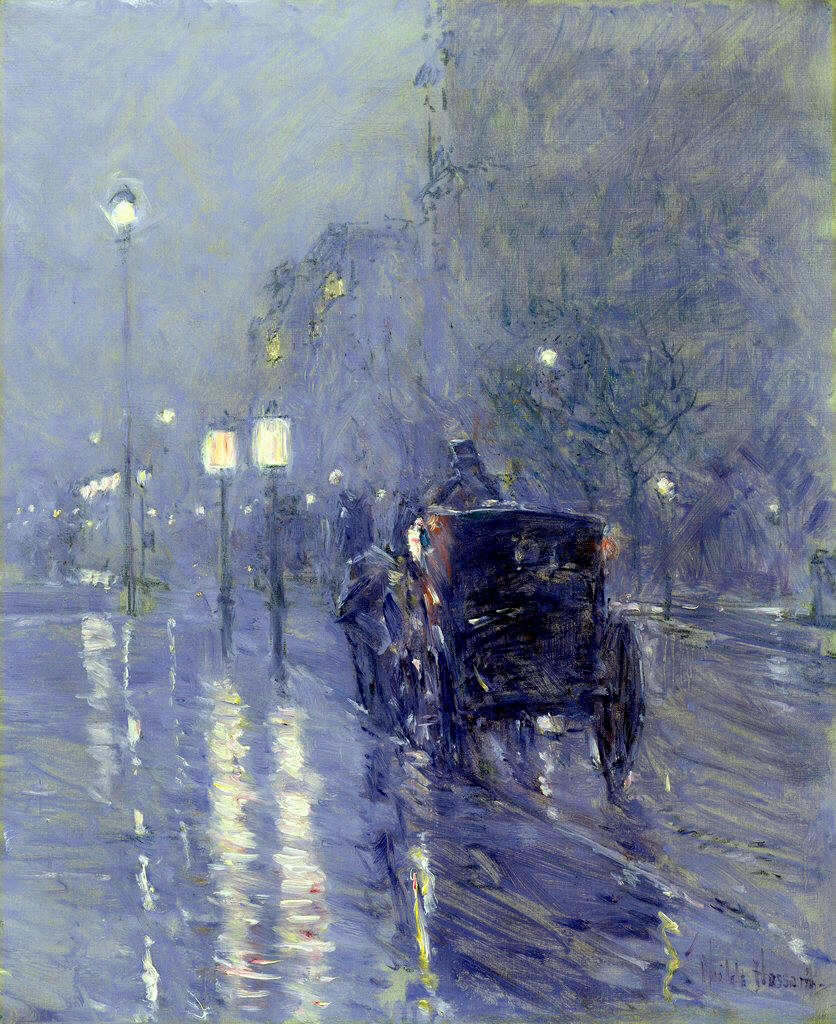
フレデリック・チャイルド・ハッサム(1859-1935)
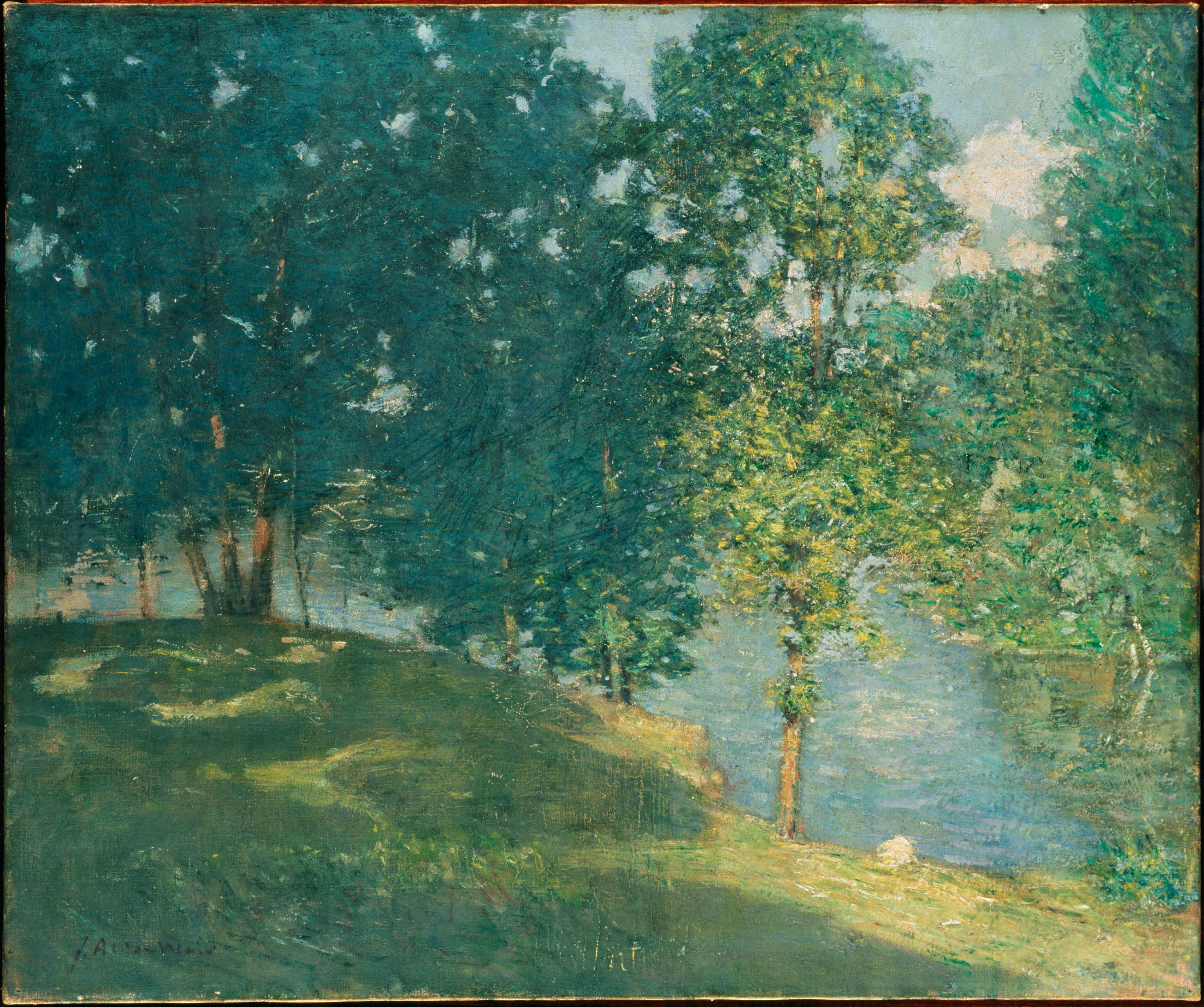
ジュリアン・オールデン・ウィアー(1852-1919)
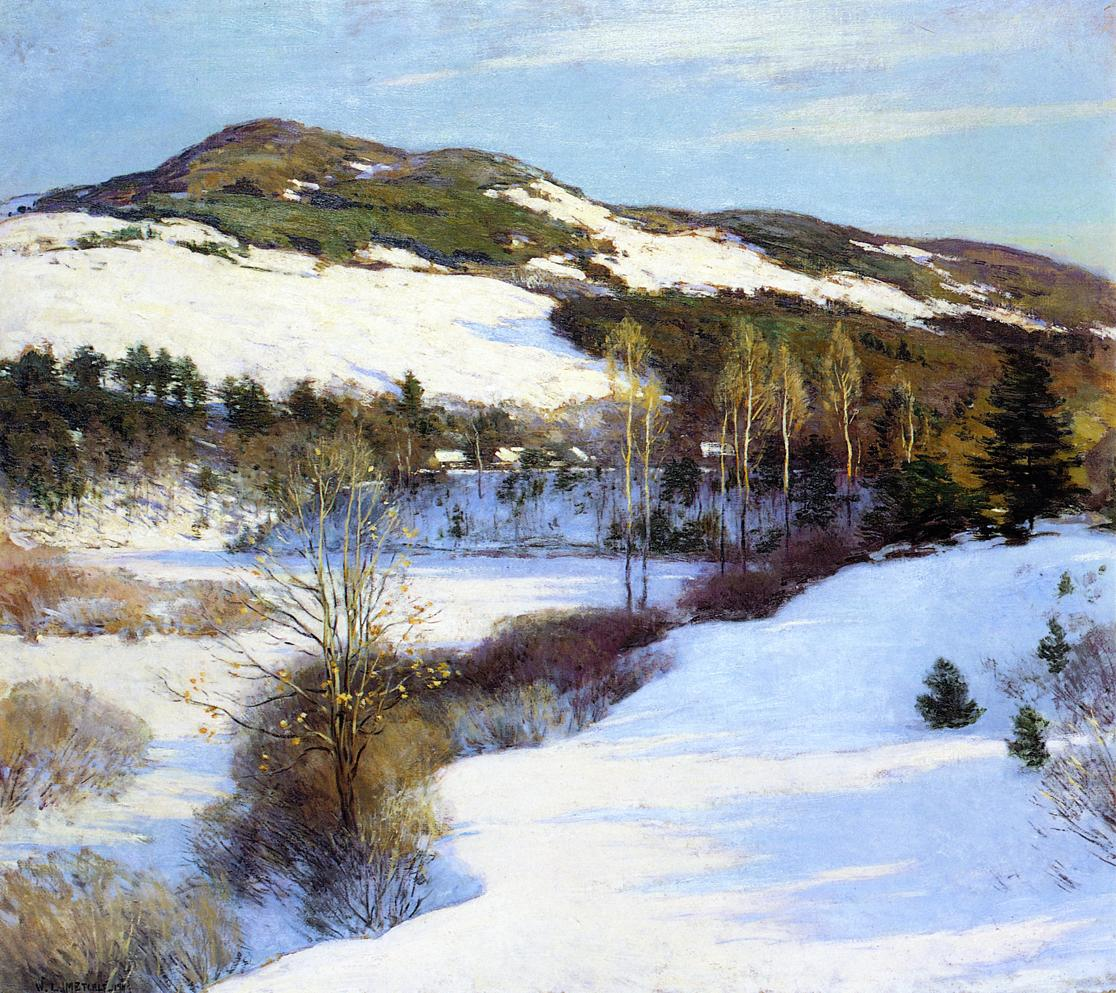
ウィラード・メトカーフ(1858–1925)
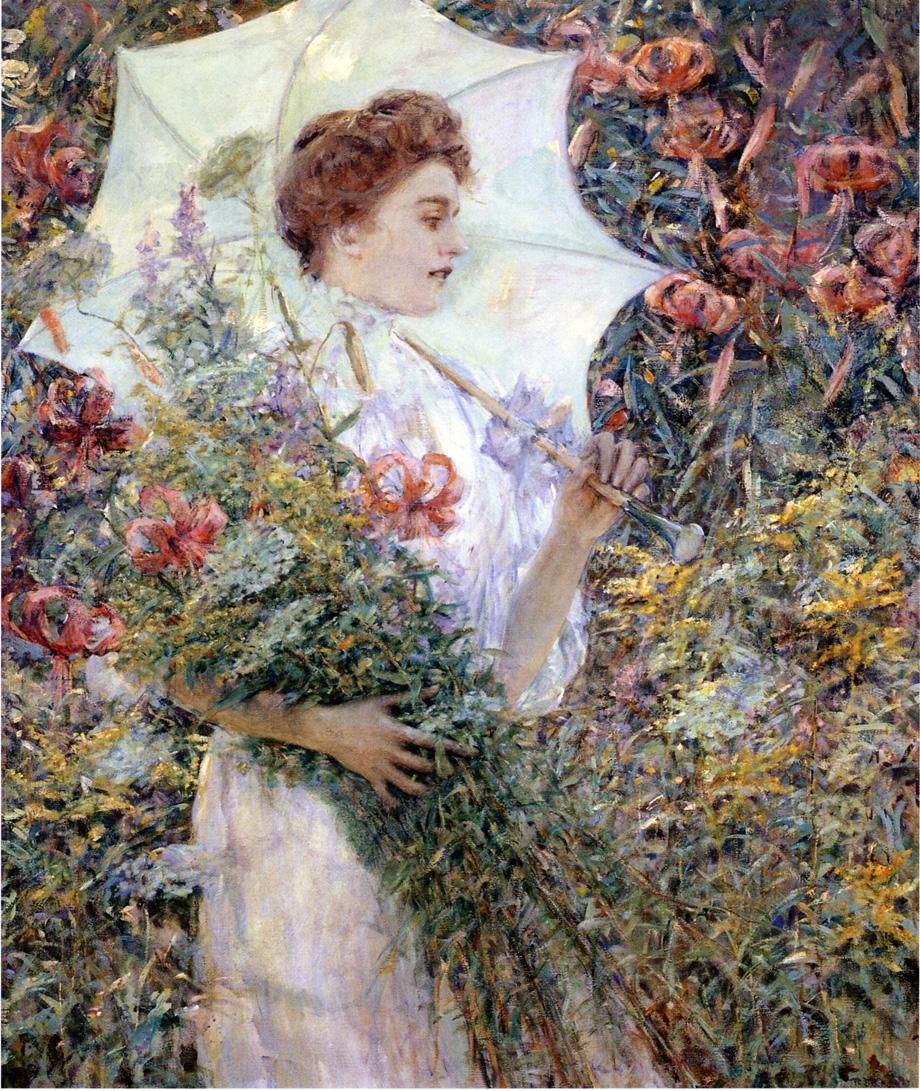
ロバート・ルイス・リード(1862-1929)
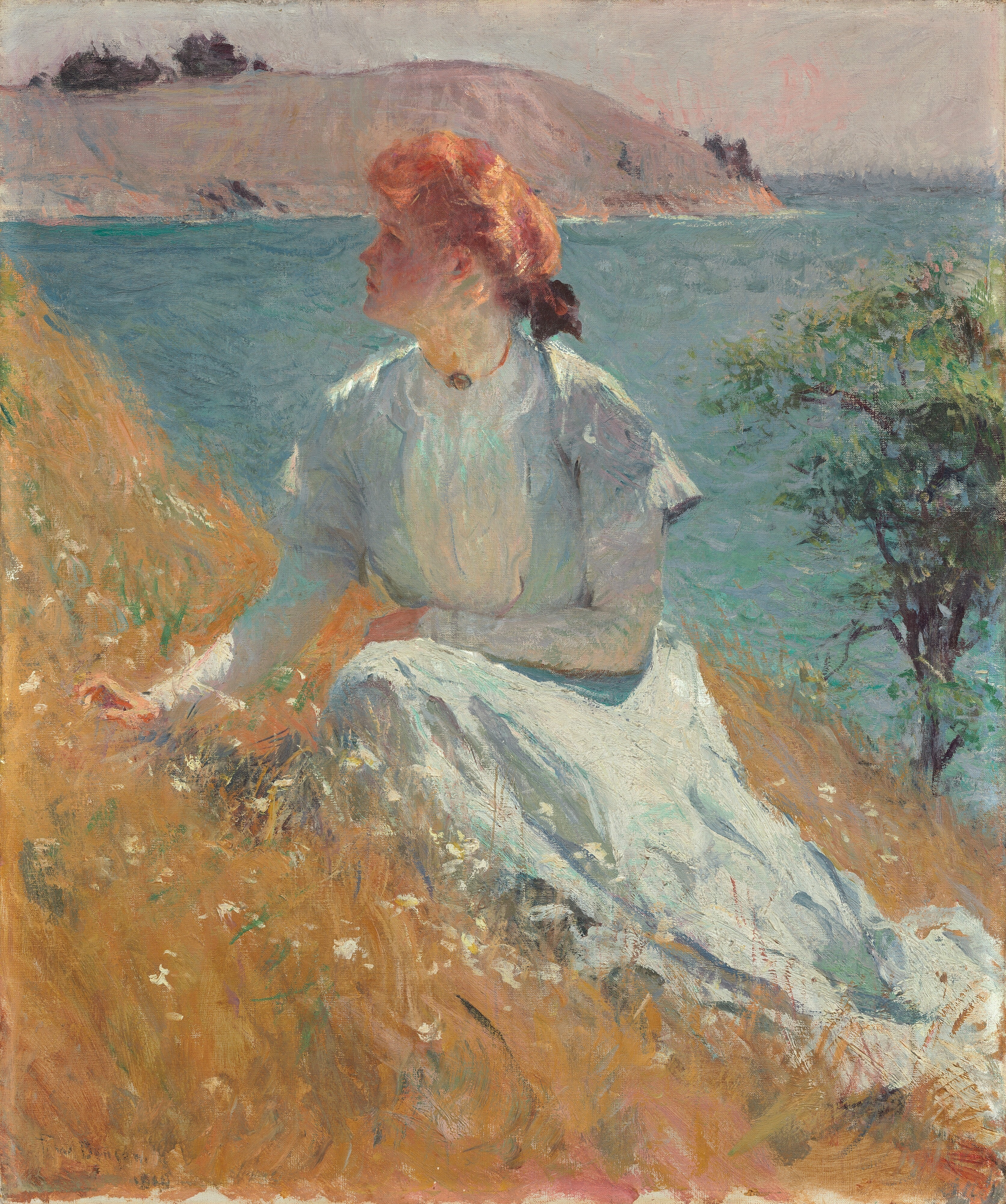
フランク・ウェストン・ベンソン(1862-1951)
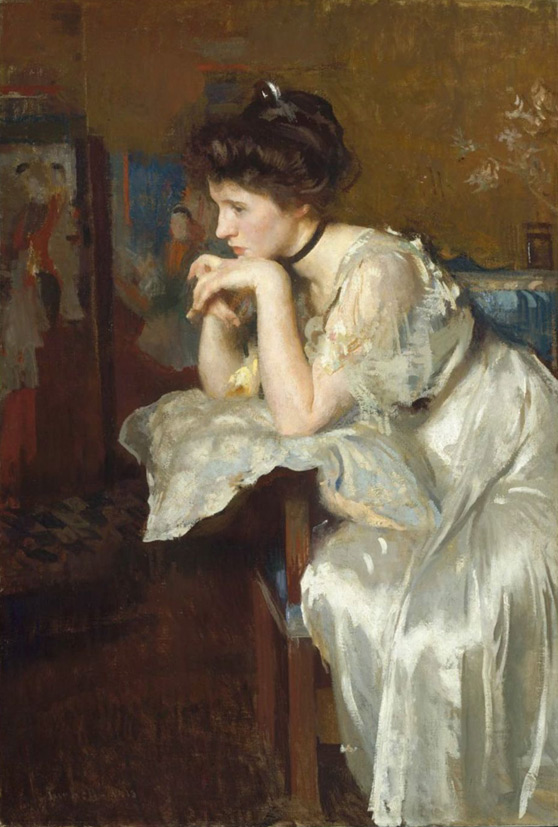
エドモンド・チャールズ・ターベル(1862–1938)
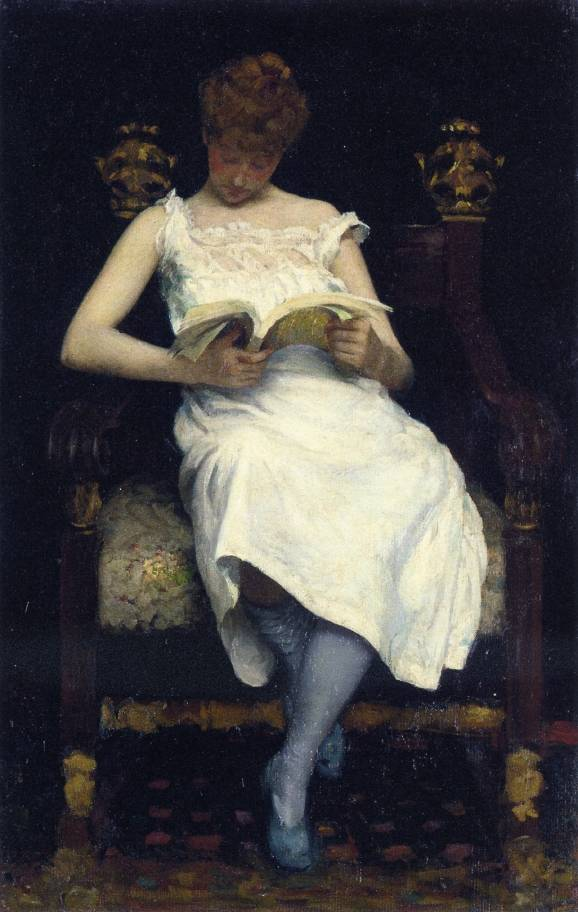
エドワード・シモンズ(1852-1931)
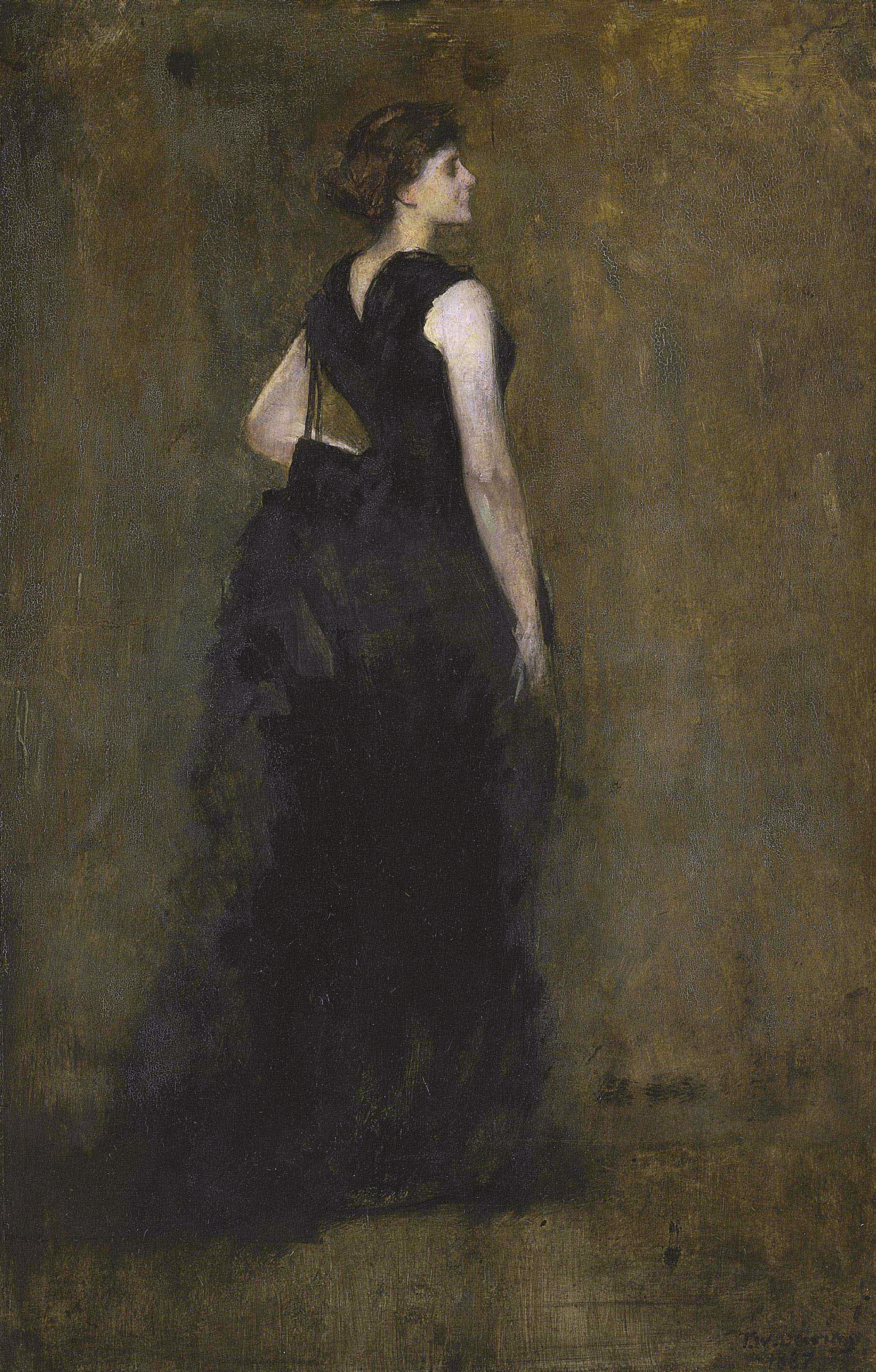
トマス・デューイング (1851-1938)
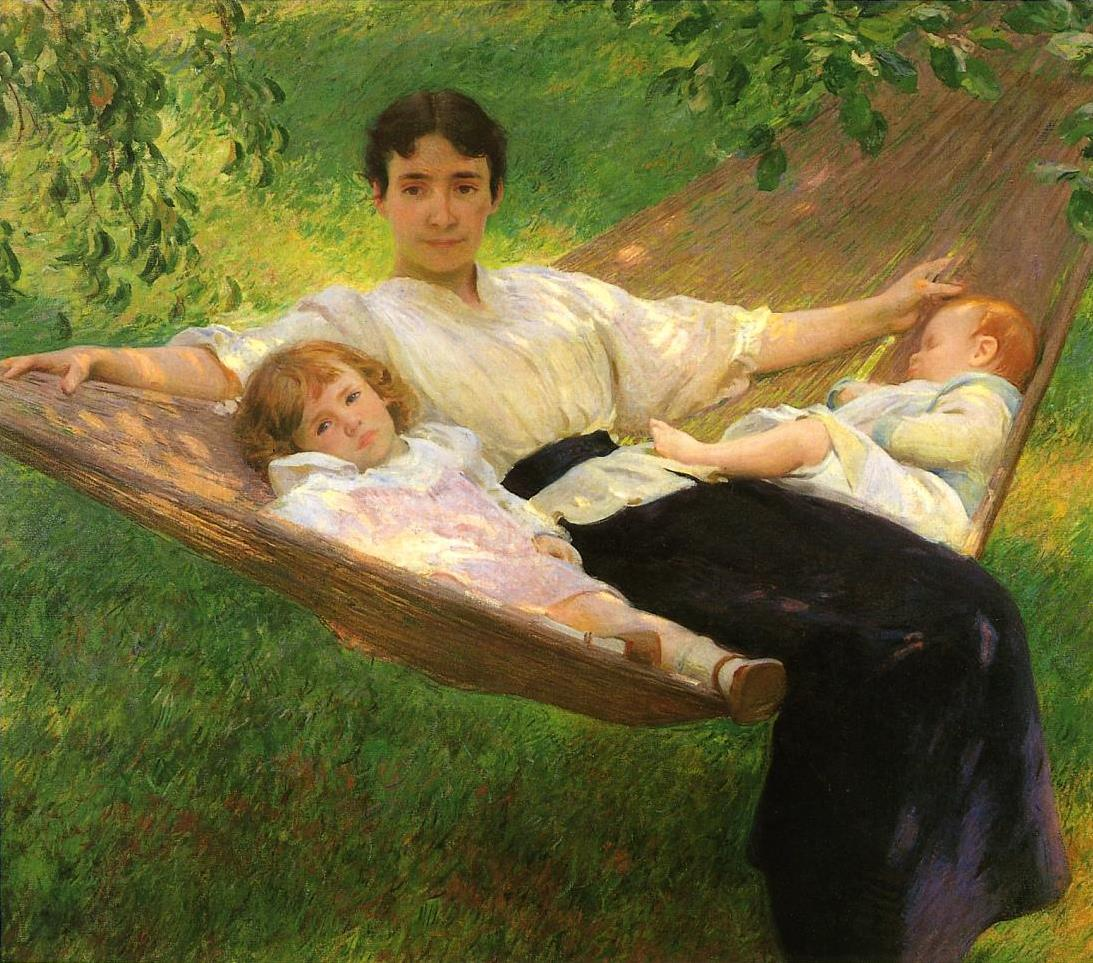
ジョセフ・デキャンプ(1858-1923)
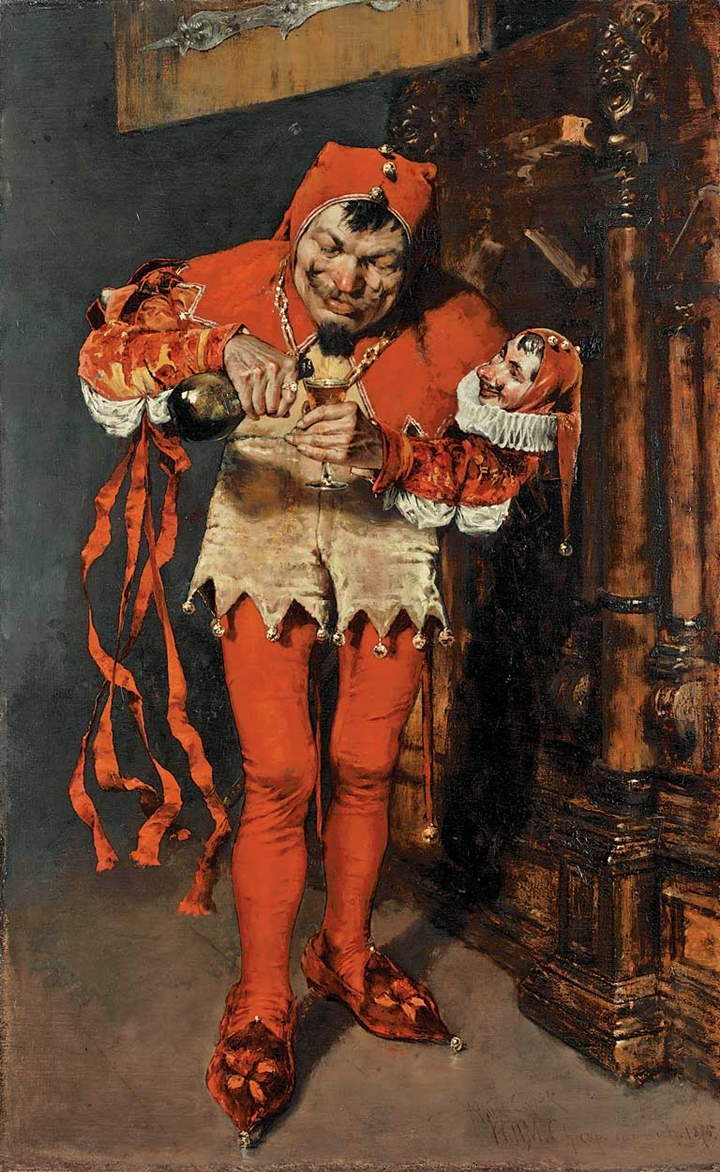
ウィリアム・メリット・チェイス(1849-1916)